# Syagrus cearensis
El coco-viscoso (Syagrus cearensis) (conocido en el portugués como "coco-babão") es una especie de planta de la familia de las palmas (Arecaceae). Es natural en los estados de Piauí, Río Grande do Norte, Paraíba, Pernambuco y Ceará (en este último, hay una mayor abundancia de la especie, ya que además de producirse en entornos tales como la Mata Atlántica e los bancos de arena también se producen en la transición para caatinga y en las laderas de las mesetas y las montañas, un hecho que dio lugar al nombre científico en latín). Se asemeja a la especie Syagrus oleracea, pero tiene algunas características diferentes, como las frutas amarillas y gruesas en lugar de finas y verdes, incluso cuando está maduro, y hábito cespitoso (que crece en racimos) en lugar de un solo tallo solitario. Sus frutos son drupas de color amarillo, con pulpa fibrosa y mucilaginosa (un hecho que dio lugar al nombre popular), de sabor dulce.

## Taxonomía
Syagrus cearensis fue descrito por Larry Ronald Noblick  y publicado en Palms 48(2): 73–76, f. 1–3, 4 [map], 5. 2004.
Etimología
Syagrus: nombre genérico que da nombre de un tipo de palmera en América, al parecer utilizado por Plinio, pero ciertamente no para los miembros de este género del nuevo mundo.
cearensis: epíteto geográfico que alude a su localización en Ceará.